# Barneville-sur-Seine
Barneville-sur-Seine är en kommun i departementet Eure i regionen Normandie i norra Frankrike. Kommunen ligger i kantonen Routot som tillhör arrondissementet Bernay. År 2022 hade Barneville-sur-Seine 530 invånare.

## Befolkningsutveckling
Antalet invånare i kommunen Barneville-sur-Seine
Referens:INSEE